# St. Elisabeth (Planegg)
St. Elisabeth ist eine römisch-katholische Pfarrkirche im oberbayerischen Planegg. Die Pfarrei gehört seit 2014 zum „Pfarrverband im Würmtal“.

## Geschichte
Bis Anfang des 20. Jahrhunderts wurden die Planegger seelsorgerisch von der Martinsrieder Pfarrkirche St. Martin aus betreut. Erste Bestrebungen, für das wesentlich größere Planegg eine eigene Kirche zu bauen, reichen in das Jahr 1880 zurück. Die Freiherren von Hirsch wollten dazu unentgeltlich den Baugrund bereitstellen.

### Notkirche

Aufnahme von ca. 1922

Erst 1920 wurde tatsächlich mit dem Kirchenbau begonnen. Eine kostenlos vom Dritten Orden (davor der Gräfin Tattenbach aus Eurasburg bei Wolfratshausen gehörige) zur Verfügung gestellte hölzerne Reithalle wurde in Planegg als Langhaus aufgestellt. Der Hochaltar wurde gebraucht aus dem Regensburger Dom erworben. Auf das Dach der Halle setzte man einen kleinen Dachreiter mit zwei Glocken. Am 25. September 1921 wurde diese Notkirche durch Kardinal Michael von Faulhaber geweiht. 1933 wurde zum Abschluss noch ein Kirchturm mit fünf Glocken der Regensburger Gießerei Hamm errichtet. Aus Dankbarkeit gegenüber dem Dritten Orden und gegenüber Baron von Hirsch, dessen beide Ehefrauen diesen Namen trugen, erhielt die Kirche das Patrozinium der Elisabeth von Thüringen.

### Neubau

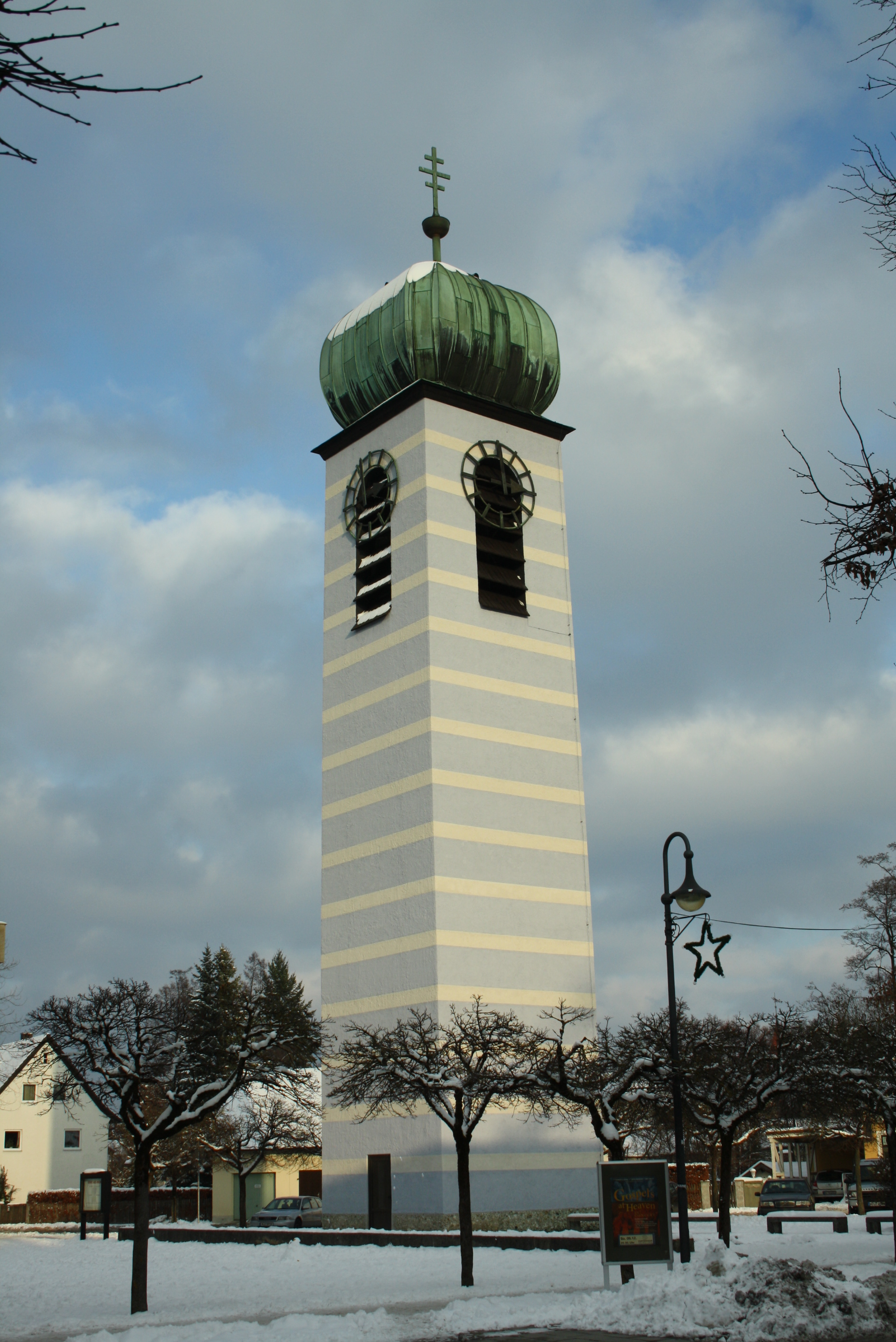
Der Kirchturm, genannt „Ringelstrumpf“

1967 begannen die Planungen, die bisherige Notkirche durch einen Neubau zu ersetzen. Der sehr sachliche, gerade Bau im Stil der 1970er-Jahre wurde am 17. Dezember 1972 von Julius Döpfner im Beisein des damaligen bayerischen Ministerpräsidenten Alfons Goppel geweiht. Der bestehende Turm wurde neben der neuen Kirche erhalten, aber mit waagrechten blauen Querstreifen auf grauem Grund versehen; die Planegger nennen ihn seitdem „Ringelstrumpf“.

### Pfarrverband
Im Jahr 2014 wurde ein Pfarrverband mit der Gemeinde St. Vitus-Stockdorf gebildet, der den Namen „Pfarrverband im Würmtal“ erhielt. Zuerst war Anicet Mutonkole für ein Jahr als Pfarradministrator tätig, bevor Johannes von Bonhorst als Pfarrer den Pfarrverband übernahm. Dieser bat im Januar 2024 um Entpflichtung, was vom Erzbischof angenommen wurde. Anfang Mai 2024 wird der Gräfelfinger Pfarrer Markus Zurl den Pfarrverband kommissarisch für ein Jahr leiten. Seit Dezember 2024 gilt diese Regelung unbefristet.

## Orgel

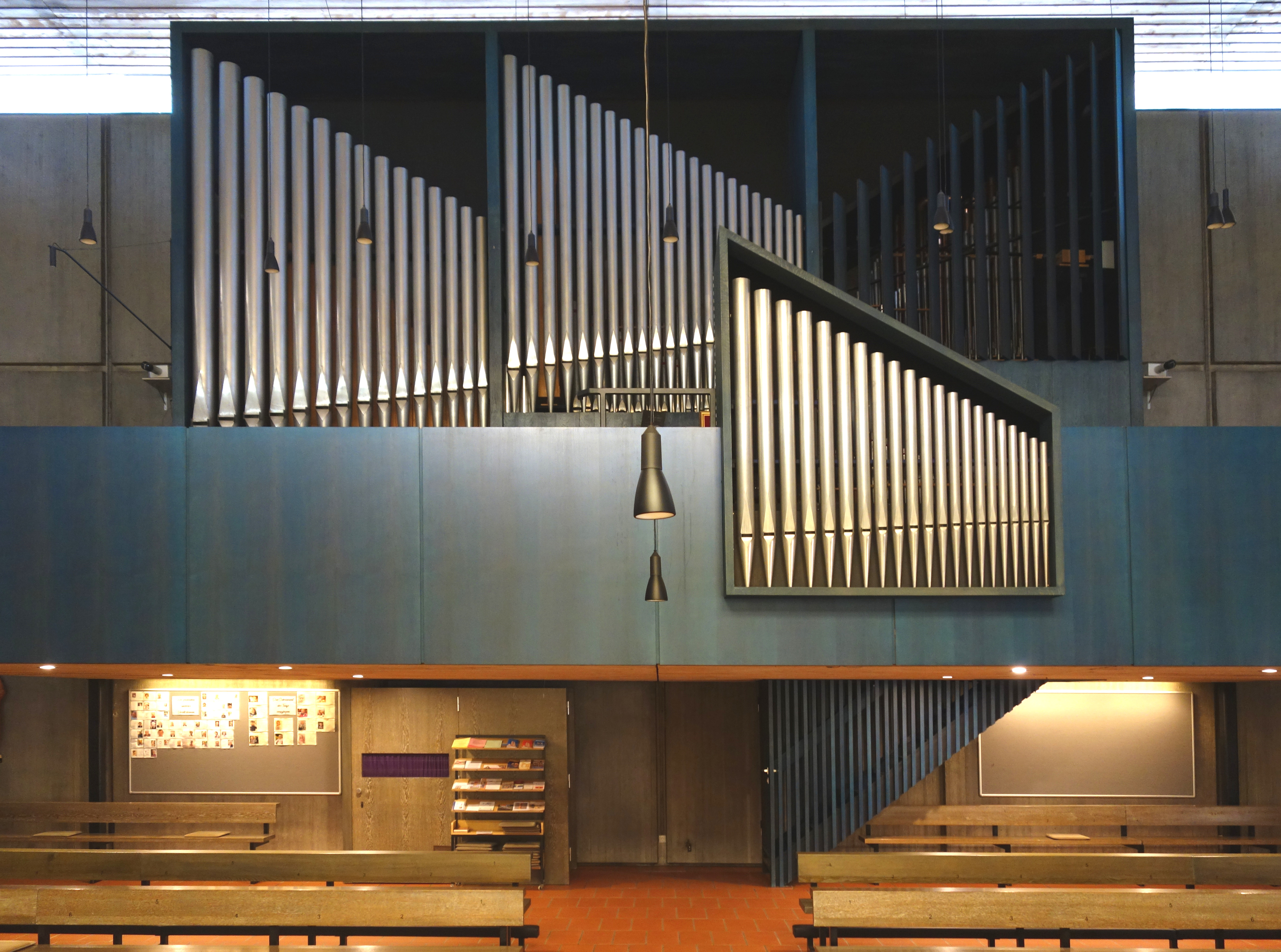
Die Zeilhuber-Orgel

Die rein meschnische Schleifladen-Orgel mit 32 Registern auf drei Manualen und Pedal wurde 1973 von Orgelbau Zeilhuber gebaut. 1989 wurden einige wenige Register von Christoph Kaps ersetzt. Seitdem lautet die Disposition:
| I Rückpositiv C–g3 |       |
| Metallgedackt      | 8′    |
| Gemshorn           | 4′    |
| Principal          | 2′    |
| Sifflöte           | 1 ⁄3′ |
| Cymbel             | 2⁄3′  |
| Vox humana         | 8′    |

| II Hauptwerk C–g3 |       |
| Principal         | 8′    |
| Rohrflöte         | 8′    |
| Flötoktav         | 4′    |
| Schwiegel         | 2′    |
| Cornett           | IV    |
| Mixtur            | 1 ⁄3′ |
| Trompete          | 8′    |

| III Schwellwerk C–g3 |        |
| Nachthorngedackt     | 8′     |
| Salicional           | 8′     |
| Koppelflöte          | 4′     |
| Principal            | 4′     |
| Nasard               | 2 ⁄3′  |
| Doublette            | 2′     |
| Terz                 | 1 3⁄5′ |
| Rauschwerk           | 1 ⁄2′  |
| Hell Trompete        | 16′    |
| Oboe                 | 8′     |

| Pedal        |       |
| Principal    | 16′   |
| Subbass      | 16′   |
| Oktavbass    | 8′    |
| Bartflöte    | 8′    |
| Choralbass   | 4′    |
| Hintersatz   | 2 ⁄3′ |
| Piffaro      | 2′    |
| Bombarde     | 16′   |
| Solotrompete | 4′    |

- Koppeln: I/II, III/II, III/II, I/P, II/P, III/P
- Spielhilfen: Crescendo-Walze, Schwellwerktritt

## Pfarrheim
Das Pfarrheim, das zusammen mit der Kirche errichtet wurde, wurde in den Jahren 2009 und 2010 generalsaniert und neu gestaltet. Neben mehreren Umbaumaßnahmen zur Optimierung der Funktion stand vor allem die energetische Überholung im Mittelpunkt. Die Gesamtkosten beliefen sich auf etwa 1,7 Millionen Euro, welche zu 60 % vom Erzbistum München und Freising und zu 40 % von der Pfarrei getragen wurden. Die politischen Gemeinden Planegg und Krailling sowie die Charlotte- und Herrmann-Schober-Stiftung halfen entscheidend mit, diesen Betrag zu stemmen.

## Pfarrer
- 1876–1883: Ludwig Seitz
- 1883–1917: Josef Danzer
- 1917–1928: Thomas Diewald
- 1928–1947: Anton Schneller
- 1948–1958: Karl Schuster
- 1958–1981: Franz Oßner
- 1981–1998: Hermann Egger
- 1998: Max Schmucker (Pfarradministrator; Ruhestandspriester)
- 1998–1999: Julian Tokarski
- 2000 Anton: Schönauer (Pfarradministrator; Pfarrer von St. Stefan, Gräfelfing)
- 2000–2004: Bernhard Waldherr
- 2004–2015: Anicet Mutonkole Myombi (Pfarradministrator; Demokratische Republik Kongo)
- 2015–2024: Johannes von Bonhorst[3] (bis 2017 Pfarradministrator)
- Seit 2024: Markus Zurl (Pfarradministrator; Pfarrer von St. Stefan, Gräfelfing)[4]

Diakone:
- 2006–2018 Wolfgang Ring
- 2019–2022 Christian Spahn

## Filialkirchen

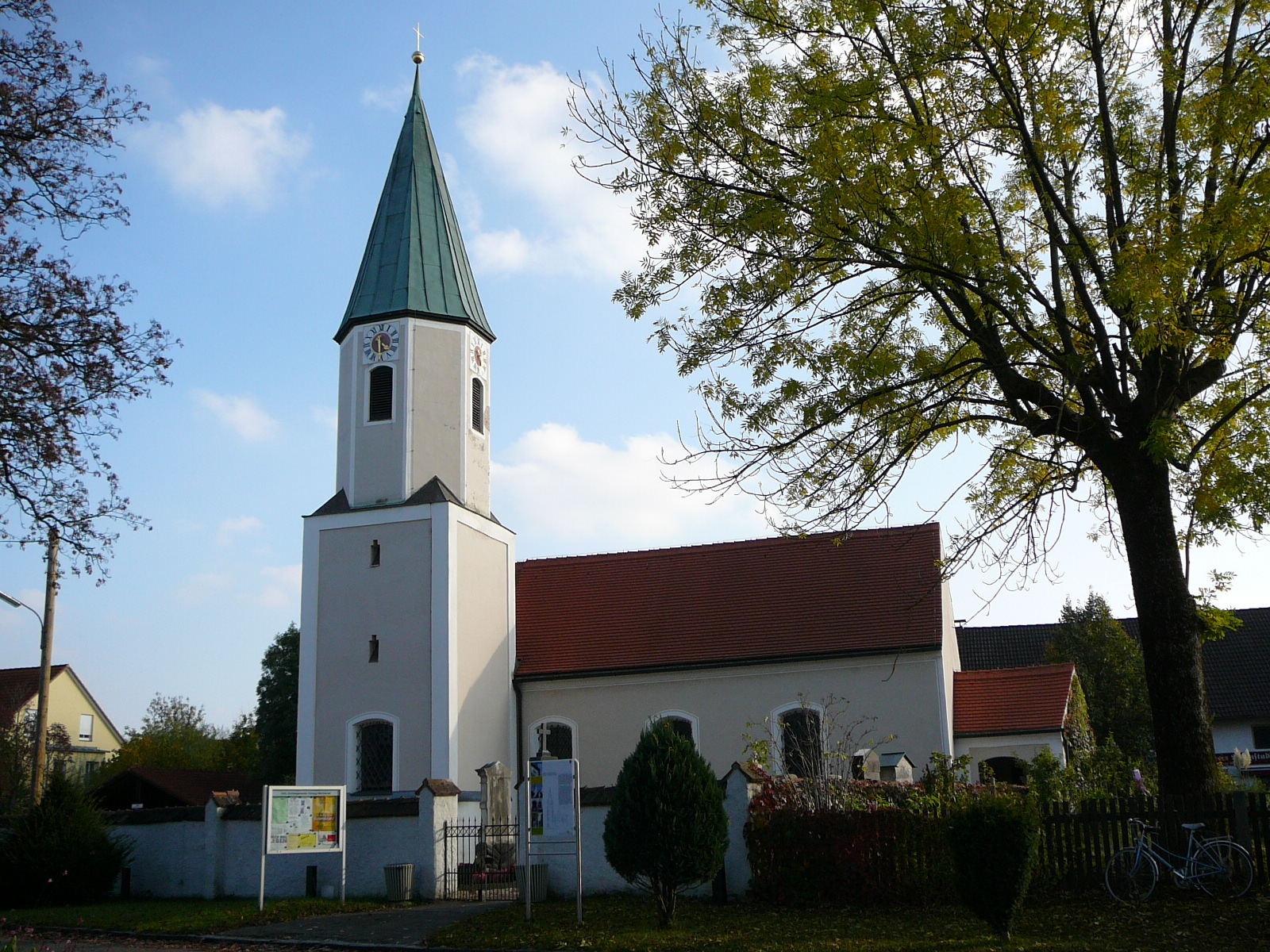
St. Martin in Martinsried
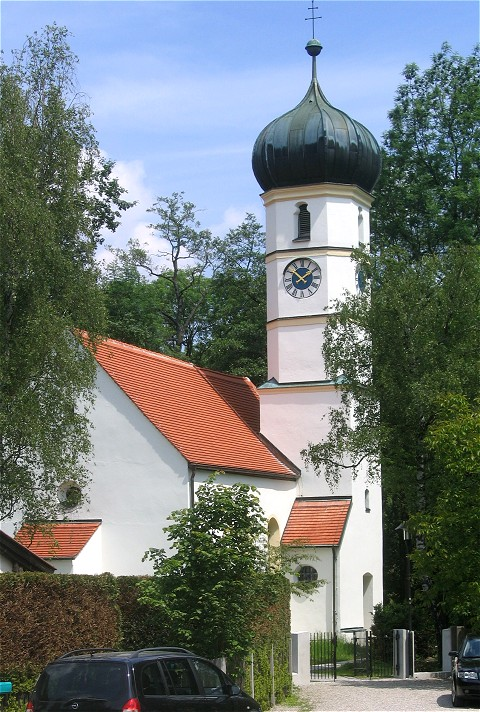
St. Margaret in Krailling
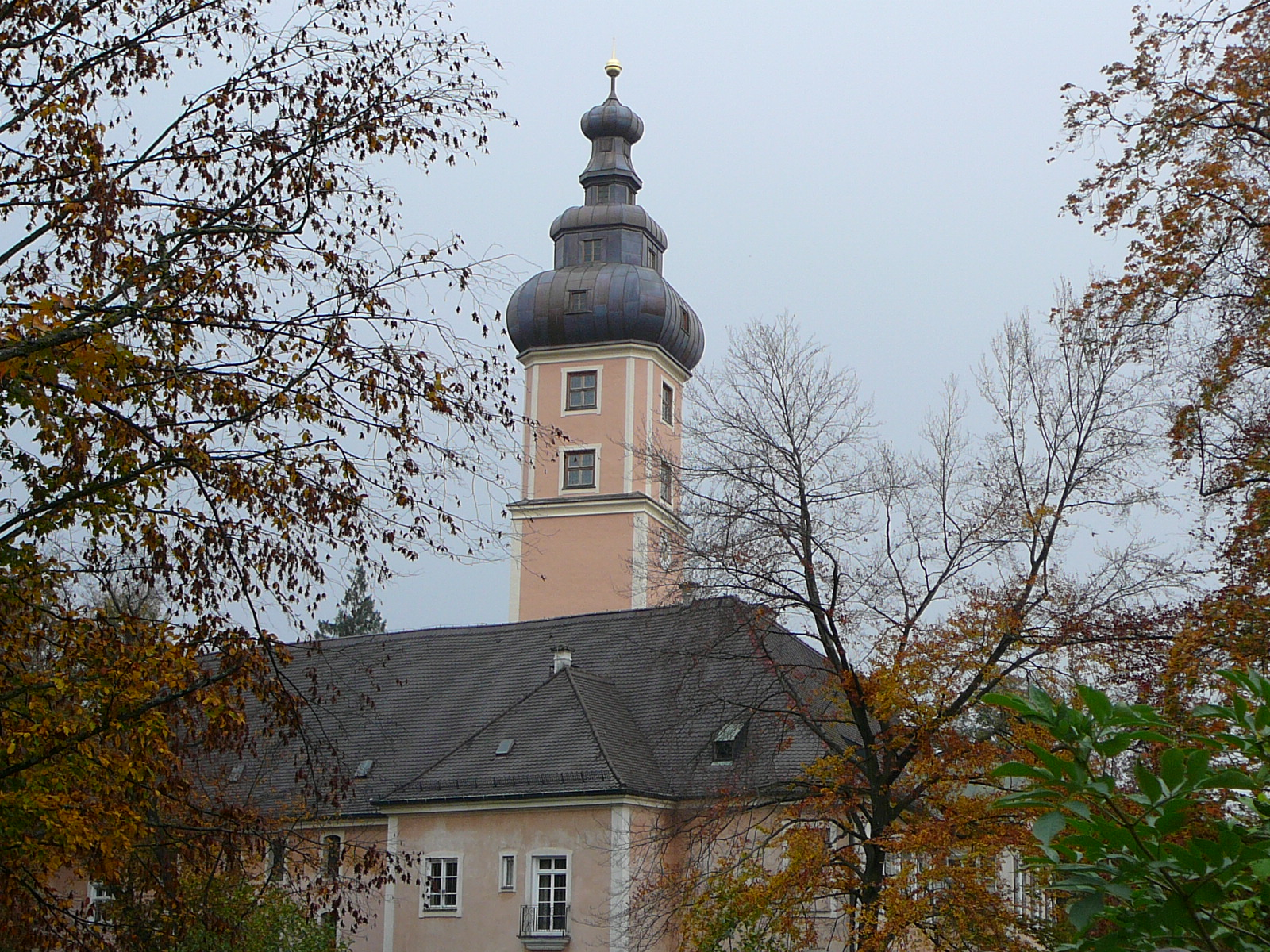
St. Magdalena im Schloss Planegg
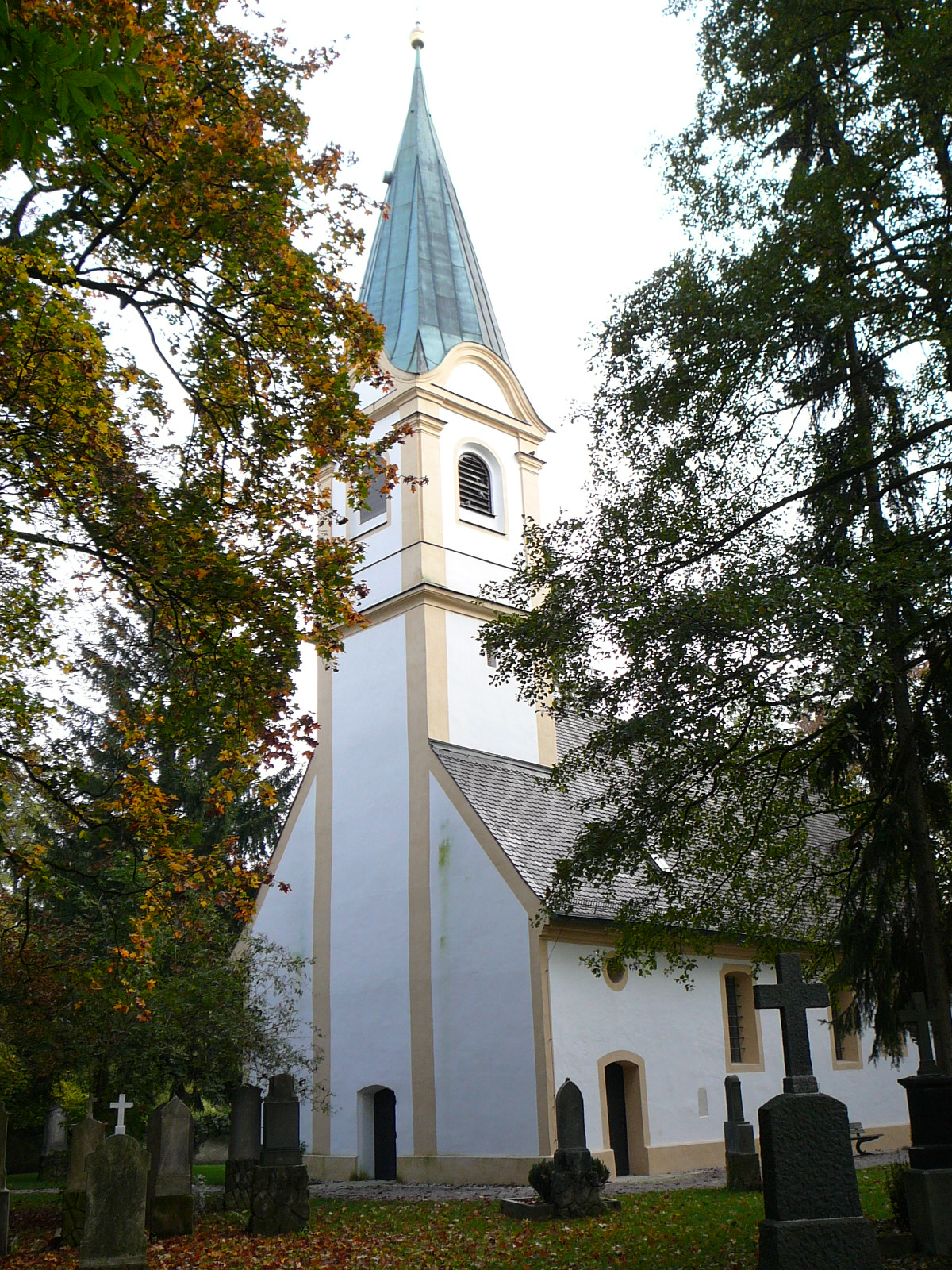
St. Georg in Steinkirchen

Auf dem Pfarrgebiet liegt außerdem das Waldsanatorium Planegg, in dem der selige Karl Leisner gestorben ist, mit seiner Kapelle; ebenso das Augustinerkloster Maria Eich mit seiner Wallfahrtskirche.